# 3ª Expedição Antártica Soviética
A Terceira Expedição Antártica Soviética (1957-59) foi liderada por Yevgeny Tolstikov no continente Antártico e incluiu o futuro astrônomo tcheco Antonín Mrkos; a expedição marinha no Ob foi liderada por I. V. Maksimov.
Dois navios diesel-elétricos foram usados para transportar a expedição. RV Ob (navio-bandeira; capitão I. A. Man [ru]) e Kooperatsiya (capitão A. S. Yantselevich), usado principalmente como navio de transporte. Os navios chegaram à Antártida entre novembro e dezembro de 1957. Juntamente com as tripulações dos navios, a expedição consistia em 445 homens, dos quais 183 estavam programados para o inverno.
As tarefas da expedição foram:
1. Alívio da expedição continental de 1956-1958 e continuação do programa IGY
2. Organização da estação Sovetskaya no polo de relativa inacessibilidade
3. Continuação de travessias trator-trenó na Antártida central
4. Trabalhos oceanográficos sobre o Ob nos oceanos do sul e cartografia da costa de Mirny ao mar de Bellingshausen

O programa incluiu 6 estações: (Mirny; Vostok; Sovetskaya; Oásis; Pionerskaya e Komsomol'skaya).
O primeiro trilha-trator para o interior partiu no dia 26 de dezembro, com 32 homens. Em 2 de janeiro de 1958, o trem chegou a Pionerskaya, e partiu novamente no dia 8. No dia 17 chegaram a Komsomol'skaya; as condições de deslocamento eram difíceis. Uma parte do trem (7 tratores e trenós) partiu no dia 20 para aliviar a Vostok, chegando no dia 27, e entregando mais de 100 toneladas de carga. No dia 28 o trem partiu para Komsomol'skaya, chegando no dia 31. Em 3 de fevereiro, o trem, com 27 homens, partiu para fundar Sovetskaya; alcançaram 78° 24′ S, 87° 35′ E no dia 10, a uma altitude de 3 570 m. A estação foi rapidamente construída, e o trem partiu no dia 18, retornando a Mirny em 4 de março, tendo completado uma viagem de ida e volta de 4 000 km.
Depois de passar o inverno antártico em Mirny, a Expedição empreendeu um segundo conjunto de travessias de tratores a partir de setembro de 1958. Uma equipe chegou ao polo de inacessibilidade e instalou a estação Polo de Inacessibilidade no dia 14 de dezembro.

## Recursos de paisagem descobertos
- Cordilheira Gamburtsev[2]
- Montanhas Golitsyn
- Planície de Schmidt

## 3ª Expedição Antártica Soviética na literatura
O escritor estoniano Juhan Smuul participou da expedição como jornalista soviético e descreveu os detalhes interessantes em seu livro de 1960 "Antarctica Ahoy!: The Ice Book" ("Jäine raamat" em estoniano).